# Efoulan (Nkolmetet)
Pour les articles homonymes, voir Efoulan (homonymie).
Efoulan est un village du Cameroun, situé dans la commune de Nkolmetet, le département du Nyong-et-So'o et la région du Centre.

## Population
En 1963, Efoulan comptait 214 habitants, principalement des Bané. Lors du recensement de 2005, on y a dénombré 561 personnes.